# Redfieldia
Redfieldia (conhecida como grama blowout) é um género botânico pertencente à família Poaceae.